# Angriff auf Sderot 2023

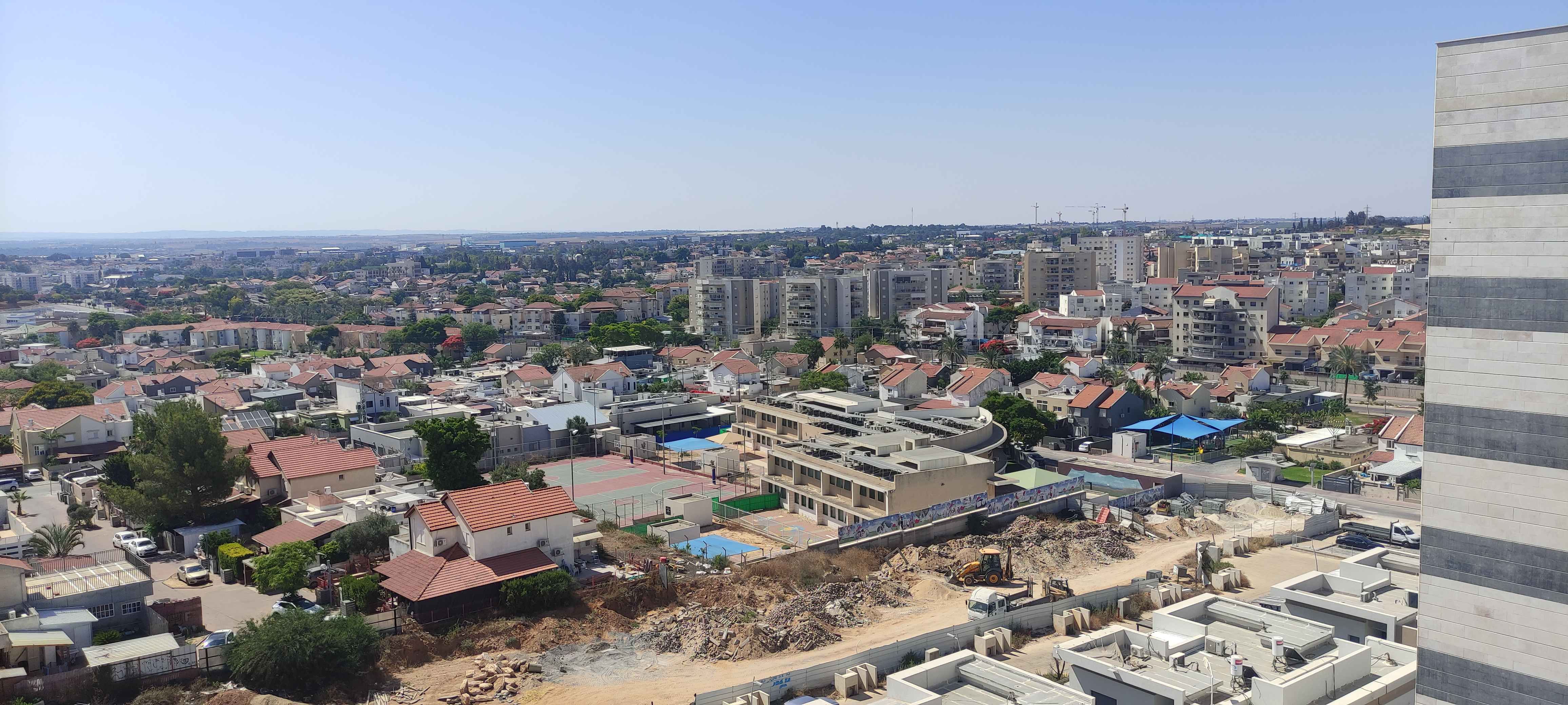
Blick auf Sderot (2023)

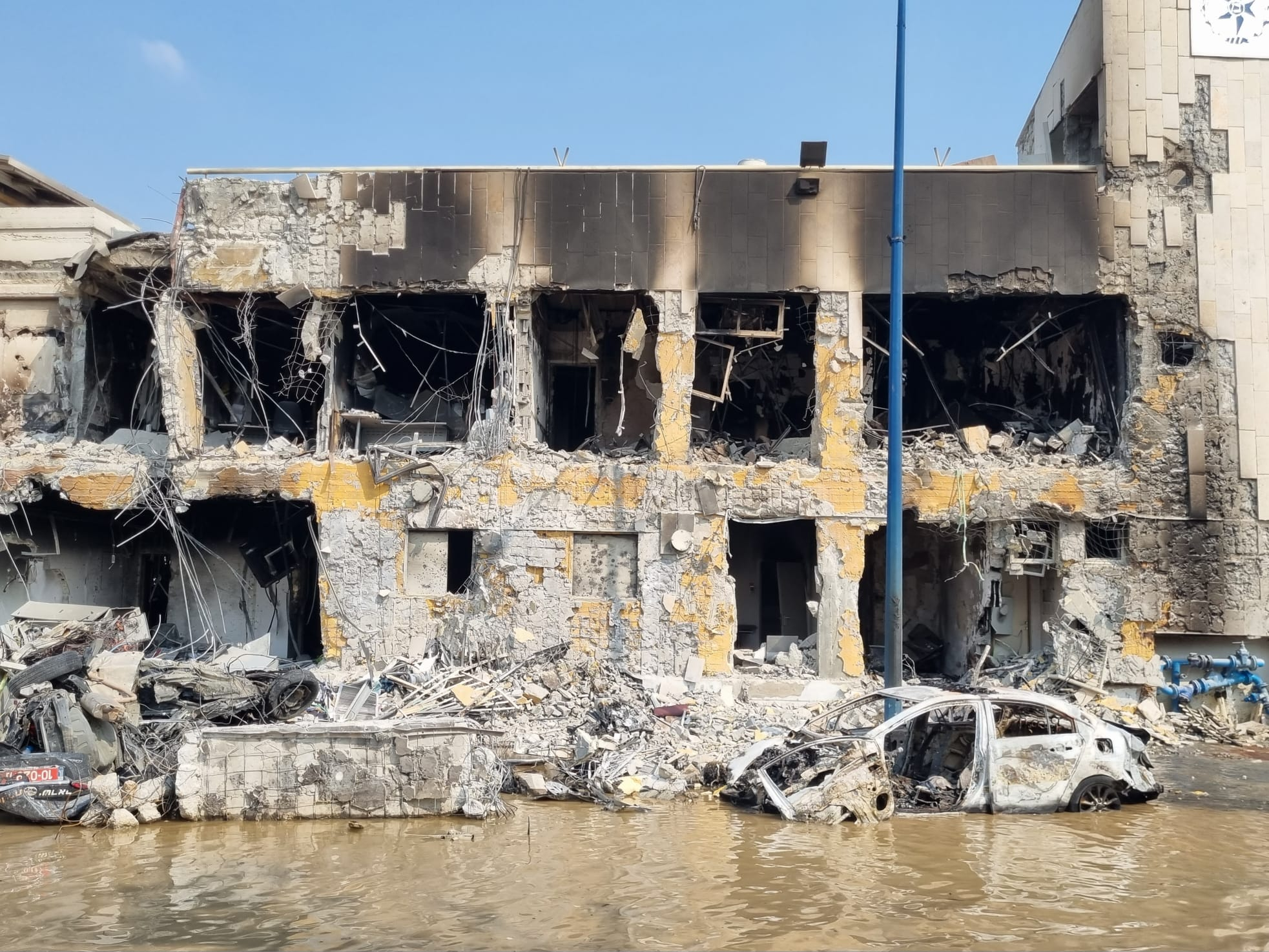
Die Überreste des heftig umkämpften Gebäudes der Stadtpolizei von Sderot vor dem Abriss

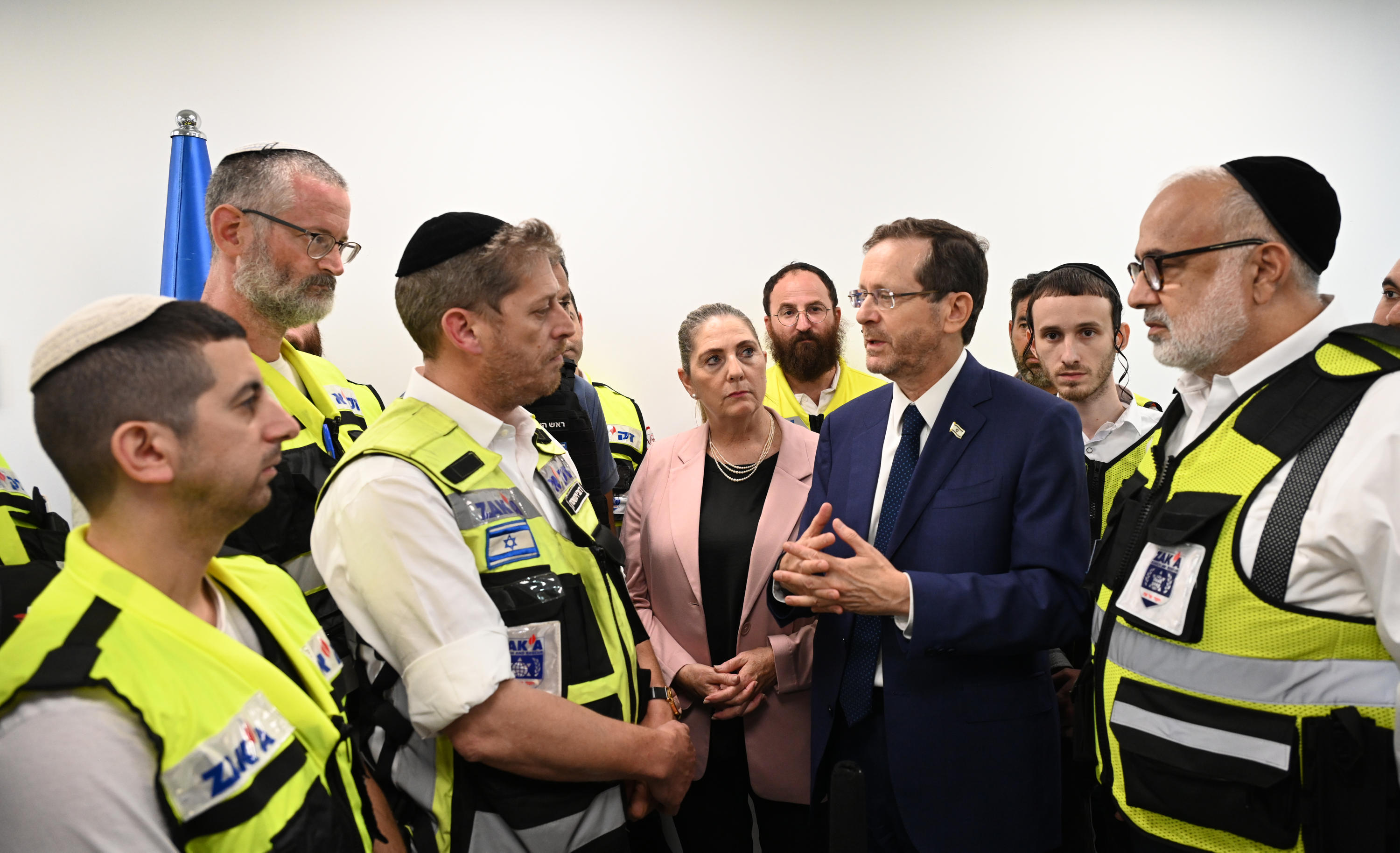
Israels Staatspräsident Jitzchak Herzog besucht am 11. Oktober 2023 Sderot und trifft Ersthelfer der Organisation ZAKA

Der Angriff auf Sderot ereignete sich während des Terrorangriffs der Hamas auf Israel ab 7. Oktober 2023 in der grenznahen Kleinstadt Sderot in Israels Südbezirk. 40 Terroristen der Hamas waren nach Durchbrechen der Sperranlagen um den Gazastreifen in die Stadt eingedrungen und töteten 37 Zivilisten, darunter Frauen und Kinder, sowie 11 Polizisten, einen Soldaten und zwei Feuerwehrleute. Zwei weitere Soldaten starben in den folgenden Tagen durch Raketenbeschuss. Israelische Sicherheitskräfte erlangten bis gegen 10:30 Uhr des Angriffstages die operative Kontrolle über das Stadtgebiet zurück und töteten die letzten Terroristen am Morgen des 8. Oktober im Bereich der Polizeiwache, welche von den Terroristen eingenommen worden war.

## Lage und Beschreibung
Sderot wurde 1951 im nordwestlichen Negev gegründet und in den folgenden Jahrzehnten zogen Menschen in die Stadt, die im Zuge mehrerer Einwanderungsbewegungen aus Nordafrika und der ehemaligen Sowjetunion ins Land kamen. Das nur rund einen Kilometer vom nordöstlichen Bogen der Grünen Linie zwischen Israel und Gazastreifen entfernte Sderot erhielt 1996 den Status als Stadt und hatte zum Zeitpunkt des Angriffs mehr als 30.000 Einwohner.
Seit dem Jahr 2000 ist die Stadt Sderot immer wieder Ziel von Raketenangriffen aus dem Gazastreifen, wobei von 2001 bis 2014 rund 8.600 Raketeneinschläge im Stadtgebiet zu verzeichnen waren. Dies führte zur Errichtung zahlreicher betonierter Unterstände und Luftschutzbunker im gesamten Stadtgebiet, unter anderem an Bushaltestellen, auf Spielplätzen und in öffentlichen Gebäuden.

## Terrorangriff der Hamas
Die Hamas begann ihren Angriff auf Israel am 7. Oktober gegen 06:30 Uhr Ortszeit mit einem massiven Raketenbeschuss, der das Luftverteidigungssystem Iron Dome überforderte und zur Auslösung von Raketenalarm (Tzeva Adom) führte. Im Laufe des Tages wurden insgesamt 45 Raketen auf Sderot abgefeuert, davon zehn innerhalb der ersten 45 Minuten. Kurz nach Beginn des Raketenbeschusses durchbrachen Hamas-Terroristen die Grenzanlagen zum Gazastreifen in der Nähe der Gedenkstätte „Schwarzer Pfeil“ (Black Arrow Memorial) und drangen über die Nationalstraße 232 nach Sderot vor. Die Stadt hatte trotz ihrer Lage nah an der Gaza-Grenze keinen formellen Sicherheitsbereich, den die israelische Armee verteidigte. Dies ermöglichte den Angreifern ein ungehindertes Vordringen, welches von den an der Grenze stationierten Truppen nicht bemerkt wurde. Weder die Polizei, noch die Zivilbevölkerung in Sderot war über das Vorrücken und Eindringen der Terroristen nach Israel informiert worden. Die Kommando- und Kontrollstruktur der für das Gebiet Südisrael zuständigen Gaza-Division der IDF war zwischenzeitlich aufgrund des groß angelegten Angriffs, auf zahlreiche Gebiete gleichzeitig, zusammengebrochen. Die Behörden in Sderot verschickten erst um 6:58 Uhr eine Infiltrationswarnung per SMS, welche viele Menschen nicht erreichte, da aufgrund des Sabbats viele gläubige Juden ihr Mobiltelefon nicht mitführten oder verwendeten. Dies führte dazu, dass viele Einwohner selbst um 9 Uhr noch in der Stadt unterwegs waren oder in Synagogen beteten.
Ab 7 Uhr drangen 40 Terroristen der Nuchba-Eliteeinheit der Hamas mit weißen Pick-ups in Sderot ein und teilten sich in drei Gruppen auf, von denen sich jeweils eine zur Polizeiwache, zum Einkaufszentrum Mall 7 und in das nordwestliche Stadtviertel Achuza begab. Während ihrer Fahrt durch die Stadt erschossen die Terroristen zahlreiche Menschen auf den Straßen und in Fahrzeugen, wobei kurz nach Angriffsbeginn Videos von Augenzeugen und Überwachungskameras in sozialen Medien und den Nachrichten erschienen, welche schwerbewaffnete Terroristen mit Fahrzeugen in Sderot zeigten. Die Terroristen ermordeten unter anderem ein von einem Campingausflug zurückkehrendes Ehepaar, zusammen mit ihren Kindern im Alter von fünf und acht Jahren, sowie ein weiteres Ehepaar und einen zu Hilfe eilenden Zeugen, welcher die beiden Kinder der Eheleute aus dem Fahrzeug retten wollte. Die beiden Töchter im Alter von drei und sechs Jahren, die sich auf dem Fahrzeugboden befanden, überlebten und konnten später von Sicherheitskräften gerettet werden. Nahe der Stadtbibliothek töteten die Terroristen im Bereich eines Schutzraumes 13 Senioren einer Reisegruppe, darunter auch Holocaust-Überlebende, welche einen Tagesausflug zum Toten Meer unternehmen wollten und an einem Haltestellenbereich auf die Behebung eines Reifenschadens an ihrem Reisebus warteten. Mehrere Familien dieser Opfer reichten im Oktober 2024 Klage gegen die Stadt Sderot und das Unternehmen ein, welches den von innen verschließbaren Schutzraum errichtet hatte. Dieser hätte sich bei Raketenalarm oder anderen Notfallalarmen öffnen sollen, blieb jedoch noch lange nach dem Ertönen der ersten Sirenen verschlossen, sodass die Opfer den Angriffen der Hamas schutzlos ausgeliefert waren. Der Untersuchungsbericht vom April 2025 ergab, dass elf der rund 300 Schutzunterstände in der Stadt aufgrund technischer Mängel versperrt geblieben waren. In den folgenden Stunden berichteten Medien von Schüssen, Explosionen und Leichen an unterschiedlichen Örtlichkeiten, sowie von schweren Zusammenstößen zwischen israelischen Sicherheitskräften und Terroristen innerhalb und außerhalb der Polizeiwache von Sderot. Der Bürgermeister Alon Davidi teilte mit, dass die Stadt angegriffen werde und forderte die Bewohner auf, in ihren Häusern zu bleiben und nicht die Türen zu öffnen. Anwohner berichteten, dass Terroristen an Türen geklopft und die arglosen Bewohner anschließend als Geiseln genommen oder getötet hätten. Die IDF sperrten Autobahn  und Nationalstraße , welche beide durch Sderot führen. Der ohnehin seit Mai 2023 wegen Beschusses aus dem Gazastreifen ruhende Zugverkehr auf der westlichen Negevbahn blieb auch weiter zwischen den Stationen Netivot und Aschqelon eingestellt.
Der Polizeikommandeur Roʿi Waldman teilte mit, dass die örtliche Polizei zu Angriffsbeginn auf sich alleine gestellt gewesen sei und erst nach mehreren Stunden Spezialeinheiten zur Terrorismusbekämpfung der Polizei und Truppen der IDF eingetroffen seien, darunter der Fallschirmjäger-Brigade. Die 26 Mann starke Hamas-Gruppe an der Polizeiwache konnte in das Gebäude eindringen und dieses vollständig besetzen, wobei die letzten überlebenden Beamten gegen 13:30 Uhr mittels Kran vom Dach gerettet wurden. Unterdessen waren mehrere Versuche eintreffender Verstärkungen gescheitert, das Gebäude zurückzuerobern. Insgesamt wurden im Nahbereich der Polizeistation zehn Polizisten und sechs Zivilisten getötet. Die neun Mann starke Gruppe am Einkaufszentrum hatte 27 Zivilisten, zwei Feuerwehrleute und einen Polizisten getötet. Eintreffende Polizeikräfte, darunter der paramilitärischen Einheit JAMAM, konnten die Gruppe im Zuge mehrerer Schusswechsel bis gegen 10 Uhr neutralisieren. Die fünf Mann starke Gruppe im Viertel Achuza versuchte ausschließlich in mehrere Gebäude einzudringen, was ihnen auch teilweise gelang. Sie ermordeten drei Zivilisten und lieferten sich bis gegen 9:15 Uhr ein Gefecht mit der IDF-Spezialeinheit LOTAR, wobei vier Terroristen und ein Soldat getötet wurden. Der fünfte Terrorist wurde lebend gefangen genommen. Anders als in anderen am 7. Oktober angegriffenen Städten nahmen die Terroristen keine Geiseln, da alle entweder getötet oder gefangen genommen wurden. Die Umstände des Todes des 66-jährigen Zivilisten Semyon Avdalimov in Sderot sind weiterhin unbekannt. Dessen Leiche war rund zwei Wochen nach dem Terrorangriff in einem Gebüsch nahe der Stadtgrenze gefunden worden.
Laut IDF-Untersuchungsbericht vom April 2025 erregte Sderot viel Aufmerksamkeit, weil in den sozialen Medien und im Fernsehen Clips von Hamas-Terroristen in der Stadt kursierten, während aus den Grenzortschaften, wo Massaker mit hunderten Toten stattfanden, weitaus weniger Informationen kamen. Da die israelischen Streitkräfte kein klares Bild von den Geschehnissen im Süden Israels hatten, konzentrierten sie ihre Truppen vorrangig auf größere Städte, da sie davon ausgingen, dass die Hamas ihre Angriffe auf Bevölkerungszentren konzentrierte. Viele Truppen aus dem Norden, die in den Süden unterwegs waren und daher durch die Stadt zogen, blieben dort in Kämpfen stecken. Darüber hinaus hatten Hamas-Terroristen einige der wichtigsten Kreuzungen, die von Sderot nach Süden führen, besetzt und die Truppen daran gehindert, diese zu passieren. Insgesamt befanden sich am 7. Oktober rund 1000 israelische Sicherheitskräfte in der Stadt, von denen hunderte in der Stadt blieben, selbst als die israelischen Streitkräfte um 10:30 Uhr die „operative Kontrolle“ über Sderot wiedererlangt hatten.
Die 22 Mann umfassende zivile Bereitschaftseinheit von Sderot, bestehend aus Einwohnern mit teils militärischer Vorerfahrung, war laut Untersuchungsbericht unzureichend ausgerüstet und auf einen solchen Vorfall nicht vorbereitet. Die Sturmgewehre der Einheit waren von den IDF aufgrund von unzureichender Verwahrung eingezogen worden. Infolgedessen waren den Mitgliedern des Trupps nur ihre Pistolen geblieben.

## Rückeroberung und Säuberung von Sderot
Die Kämpfe um Sderot endeten erst mit der Sicherung der Polizeiwache am 8. Oktober gegen 9:30 Uhr. Im Zuge der rund 26 Stunden andauernden Kampfhandlungen wurde das Gebäude durch den Beschuss israelischer Streitkräfte, paramilitärischer Polizeieinheiten, einer Drohne, eines Hubschraubers und eines Kampfpanzers völlig zerstört und schließlich mit gepanzerten Planierraupen eingerissen.
In den folgenden Tagen durchkämmten Sicherheitskräfte mit Hubschraubern, gepanzerten Fahrzeugen und anderer Spezialausrüstung die Stadt nach verschanzten Terroristen. Während dieser Säuberungstätigkeiten kam es fortlaufend zu Raketenbeschuss aus dem Gazastreifen, wobei am 8. und 9. Oktober mindestens sechs Gebäude durch Raketen getroffen und dabei fünf Menschen verletzt wurden zudem geriet eine Fabrik in Sderot durch Raketentreffer in Brand. Ein Soldat der Fallschirmjägerbrigade wurde durch einen Raketeneinschlag so schwer verletzt, dass er später im Krankenhaus seinen Verletzungen erlag.

## Nach der Rückeroberung
Am 11. Oktober besuchte der israelische Staatspräsident Jitzchak Herzog Sderot und führte unter anderem Gespräche mit Ersthelfern und Sicherheitskräften.
Am 12. Oktober wurden mindestens sieben Gebäude in Sderot von Raketen aus dem Gazastreifen getroffen. Dabei wurden eine IDF-Soldatin getötet und drei weitere Israelis schwer verletzt. Der Bürgermeister von Sderot, Alon Davidi, forderte daraufhin die vollständige Evakuierung von Sderot aufgrund der fortgesetzten Raketenangriffe aus dem Gazastreifen.
Am 15. Oktober halfen die IDF gemäß einer Regierungsanordnung bei der freiwilligen und empfohlenen Evakuierung der Stadt Sderot im Vorfeld der erwarteten Bodenoffensive im Gazastreifen. Der stellvertretende Bürgermeister Elʿad Kalimi teilte am selben Tag mit, dass es seit Angriffsbeginn zu 75 Raketeneinschlägen im Stadtgebiet gekommen sei und das bereits etwa zwei Drittel der Einwohner von Sderot freiwillig die Stadt verlassen hätten und zu Verwandten in ganz Israel gezogen, oder in staatlich finanzierten Hotelanlagen in Tel Aviv, Jerusalem und Eilat untergebracht worden seien. Durch diese Evakuierungsmaßnahme sank die Einwohnerzahl von Sderot bis zum nächsten Tag auf mehrere Hundert bis 2000, welche ihr Zuhause nicht verlassen wollten. Sderot erwarb den Ruf einer Geisterstadt.
Am 23. November, fast sieben Wochen nach dem Angriff der Hamas, konnte während der Bauarbeiten zur Wiederherstellung des Abwassersystems im Bereich der ehemaligen Polizeistation, die Leiche eines weiteren Terroristen gefunden werden.
Im Februar 2024 genehmigten die IDF die Rückkehr in viele Grenzgemeinden, darunter auch nach Sderot. Bei der Wiedereröffnung von rund 100 Bildungseinrichtungen in der Stadt am 3. März seien etwa 55 bis 60 Prozent der Kinder in die Schule zurückgekehrt. Am 18. März wurde auch der Bahnhof Sderot wieder geöffnet. Im April 2024 teilte das Büro des Bürgermeisters mit, dass etwa 85 % der Einwohner nach Sderot zurückgekehrt seien.
Der bei Kämpfen mit Terroristen bei Sderot schwer verwundete Brigadegeneral Roman Gofman, Kommandeur der Tze’elim-Ausbildungsbasis, wurde von Premierminister Benjamin Netanjahu am 8. April 2024 zu seinem nächsten Militärsekretär bestellt. Die Nominierung erfolgte nach Rücksprache mit Verteidigungsminister Joʾav Galant und dem Generalstabschef Herzi Halewi.
Am 11. April 2024 genehmigten die IDF ein 50 Millionen Schekel teures Projekt zum besseren Schutz von Sderot vor terroristischen Infiltrationen aus dem Gazastreifen. Das Projekt sieht den Bau einer fünf Kilometer langen Barriere entlang der Straße 34 westlich von Sderot, Schranken und Tore an den Ein- und Ausgängen der Stadt, sowie eine Aufstockung der städtischen Bereitschaftseinheit von 20 auf 108 Mann vor.